# Chiniej
Chiniej (ros. Хиней) – wieś (dieriewnia) w Rosji, w obwodzie irkuckim, w rejonie bajandajewskim. W 2010 liczyła 50 mieszkańców.